# UFC 114
UFC 114: Rampage vs. Evans（ユーエフシー・ワンフォーティーン：ランペイジ・バーサス・エヴァンス）は、アメリカ合衆国の総合格闘技団体「UFC」の大会の一つ。2010年5月29日、ネバダ州ラスベガスのMGMグランド・ガーデン・アリーナで開催された。
大会メインイベントでは、クイントン・"ランペイジ"・ジャクソンとラシャド・エヴァンスによるライトヘビー級戦が行われた。

## 大会概要
TUFシーズン10コーチ対決ともなったメインイベントでは、エヴァンスがジャクソンを3-0の判定で降した。
当初アントニオ・ホジェリオ・ノゲイラとの対戦が予定されていたフォレスト・グリフィンは、肩の負傷のため欠場し、替わってジェイソン・ブリルズが出場した。

## 試合結果

### プレリミナリィカード
第1試合 ミドル級 5分3R
○  ライアン・ジェンセン vs.  ジェシー・フォーブス ×
1R 1:06 ギロチンチョーク
第2試合 ライト級 5分3R
○  アーロン・ライリー vs.  ジョー・ブラマー ×
3R終了 判定3-0（30-27、30-27、30-27）
第3試合 ライトヘビー級 5分3R
○  シリル・ディアバテ vs.  ルイス・カーニ ×
1R 2:13 TKO（レフェリーストップ：右フック→パウンド）
第4試合 ライト級 5分3R
○  メルヴィン・ギラード vs.  ウェイロン・ロウ ×
1R 3:28 KO（ボディへの膝蹴り）

### Spike中継カード
第5試合 ライト級 5分3R
○  エフレイン・エスクデロ vs.  ダン・ローゾン ×
3R終了 判定3-0（29-27、29-27、29-27）
第6試合 ウェルター級 5分3R
○  キム・ドンヒョン vs.  アミール・サダロー ×
3R終了 判定3-0（30-27、30-27、30-27）

### メインカード
第7試合 ウェルター級 5分3R
○  ジョン・ハザウェイ vs.  ディエゴ・サンチェス ×
3R終了 判定3-0（30-27、30-27、30-26）
第8試合 ライトヘビー級 5分3R
○  アントニオ・ホジェリオ・ノゲイラ vs.  ジェイソン・ブリルズ ×
3R終了 判定2-1（28-29、29-28、29-28）
第9試合 ヘビー級 5分3R
○  マイク・ルソー vs.  トッド・ダフィー ×
3R 2:35 KO（右ストレート）
第10試合 ミドル級 5分3R
○  マイケル・ビスピン vs.  ダン・ミラー ×
3R終了 判定3-0（30-27、30-27、29-27）
第11試合 ライトヘビー級 5分3R
○  ラシャド・エヴァンス vs.  クイントン・"ランペイジ"・ジャクソン ×
3R終了 判定3-0（29-28、30-27、30-27）

### 各賞
ファイト・オブ・ザ・ナイト：アントニオ・ホジェリオ・ノゲイラ vs. ジェイソン・ブリルズ
ノックアウト・オブ・ザ・ナイト：マイク・ルソー
サブミッション・オブ・ザ・ナイト：ライアン・ジェンセン
各選手にはボーナスとして65,000ドルが支給された。